# إلتون جورج
إلتون جورج (بالإنجليزية: Marvie Elton Georges)‏ هو شخصية أعمال وسياسي بريطاني، ولد في 1 مايو 1943، وتوفي في 4 أبريل 2018. انتخب Deputy Governor of the British Virgin Islands ‏ (2007 – 2008) وانتخب Deputy Governor of the British Virgin Islands ‏ (1983 – 2003).